# Церква Вознесіння Господнього (Брустури)
Церква Вознесіння Господнього  — чинна дерев'яна церква у селі Брустури. Пам'ятка архітектури національного значення №1160, датована 1785-1786 роками. Належить до типових гуцульських дерев'яних церков. Парафія належить до Косівського деканату Івано-Франківської єпархії ПЦУ. 

## Розташовування
Церква знаходиться у центрі села на пагорбі, коло головної дороги.

## Історія
Церква побудована у 1785 році та освячена в 1786 році, була парафіяльною. У 70-х роках ХХ ст. до неї добудували два ганки. З 2015 року, роли місцева громада збудувала новий мурований храм в старій церкві богослуження проводяться декілька разів на рік.
У радянський період церква  охоронялась як пам'ятка архітектури Української РСР (№ 1160).

## Архітектура
Церква хрестоподібна з квадратною навою, широким прямокутним бабинцем та вузькими раменами. До вівтаря прибудовано ризниці, які створюють одну лінію з раменами. Також з боку вівтаря прибудована квадратна прибудова. 
П'ятигранний ганок, прибудований до бабинця, має баню, яка розташовується на восьмигранному ліхтарі, та увінчується маківкою. Зруб нави завершується восьмигранною основою для шатрової бані з маківкою. Бокові зруби перекриті двоскатними дахами з маківками. Опасання на вінцях зрубів розташоване навколо церкви. Церква оббита пластиковою вагонкою, а її дахи опасання і бані — бляхою. 
В середині церкви боковізруби з'єднані з навою арковими переходами, стіни мальовані.

### Дзвіниця
Дерев'яна квадратна дзвіниця, яка входить до складу пам'ятки датована 1785 роком, розташовується на південь від церкви, біля цвинтаря. Будівля двоярусна, перший з яких оббитий пластиковою вагонкою. Другий ярус та шатровий дах оббиті бляхою.